# Margret Atladottir
Margrét Lara Atladóttir, född den 13 juni 1985 i Reykjavík, Island, är en isländsk-svensk journalist och tidigare chefredaktör. 
Atladóttir föddes på Island och kom till Sverige med sina föräldrar vid två års ålder. De bosatte sig i Örebro, och flyttade efter tio år till Malmö.
I början av sin karriär jobbade Atladóttir på Sydsvenskans Dygnet Runt och på Punkt SE.
Mellan november 2008 och april 2013 var hon chefredaktör för Nöjesguiden. När hon tillträdde var hon 23 år och därmed den yngsta chefredaktören i tidningens historia. Efter att hon lämnat Nöjesguiden tillträdde hon en tjänst på Schibsted och Aftonbladet för att arbeta med bolagets vänsteropinionsbildningsprojekt, webbplatsen Politism. Inom webbplatsen drev hon tillsammans med Lisa Bjurwald podcasten Atladottir & Bjurwald, i vilken de diskuterade aktuella händelser i mediavärlden..
I januari 2018 lämnade Atladóttir Politism för en tjänst på Filip och Fredriks produktionsbolag Nexiko.
I mars 2020 blev Margret Atladóttir producent på Sveriges Radio P3 för Eftermiddag i P3 .